# 법무법인 율촌
법무법인 율촌은 1997년 설립된 한국의 대형로펌이다. 한국과 외국의 변호사 및 회계사, 변리사를 포함한 1,200명의 인력이 근무 중이다. 회사 명칭은 "뜻을 모으고 실력을 합쳐 법률가의 마을을 세우다."라는 의미를 담고 있다. 호찌민 사무소는 2007년에, 베트남 하노이 사무소 2009년에, 중국 북경 사무소는 2011년에 설립되었다.
대한민국 조세소송의 역사는 법무법인 율촌과 함께 했다고 할 만큼 조세소송 분야에서 유명하다. 대치동 섬유센터 사옥을 20년 동안 사용하다가 파르나스 타워로 사옥을 이전하여 13개 층을 사용 중이다. 법무법인 율촌, 세무법인 율촌, 사단법인 온율, YC Consulting은 모두 같은 조직. 지적재산권 분야도 널리 알려져있다.